# 蘇我石寸名
蘇我 石寸名（そが の いしきな、生没年不詳）は、飛鳥時代の豪族。蘇我稲目の娘、用明天皇の妻。伊志支那郎女とも表される。
用明天皇元年1月1日（586年1月26日？）、甥である用明天皇の嬪となり、田目皇子（別名・豊浦皇子）を生んだといわれる。兄弟姉妹に蘇我馬子・堅塩媛（用明天皇の父欽明天皇の妃、用明天皇・推古天皇の母）・小姉君（欽明天皇の妃、崇峻天皇の母）がいる。